# Luís Carlos Almada Soares
Luís Carlos Almada Soares ps. Platini (ur. 16 kwietnia 1986 w Prai) – kabowerdeński piłkarz grający na pozycji ofensywnego pomocnika.

## Kariera klubowa
Swoją karierę piłkarską Platini rozpoczął w klubie Sporting Praia. W sezonie 2006/2007 zadebiutował w jego barwach w Campeonato Nacional. W sezonach 2006/2007 i 2007/2008 wywalczył ze Sportingiem mistrzostwo kraju.
W 2008 Platini wyjechał do Portugalii. Trafił do Académiki Coimbra, z której jednak był wypożyczany do innych zespołów. W sezonie 2008/2009 grał w GD Tourizense, a w sezonie 2009/2010 w Sertanense FC. W 2010 został zawodnikiem CD Santa Clara z portugalskiej drugiej ligi. W nowym zespole zadebiutował 29 sierpnia 2010 roku w zremisowanym 1–1 domowym meczu z FC Arouca.
W sezonie 2013/2014 Platini grał w Omonii Nikozja. W 2014 przeszedł do CSKA Sofia. W sezonie 2015/2016 grał w Al-Ittihad Aleksandria, a w sezonie 2016/2017 w Dibba Al-Hisn SC. Latem 2017 przeszedł do CSMS Jassy.
| Sezon   | Klub                   | Kraj                          | Rozgrywki                 | Mecze | Bramki |
| ------- | ---------------------- | ----------------------------- | ------------------------- | ----- | ------ |
| 2006/07 | Sporting Praia         | Republika Zielonego Przylądka | Campeonato Nacional       | ?     | ?      |
| 2007/08 | Sporting Praia         | Republika Zielonego Przylądka | Campeonato Nacional       | ?     | ?      |
| 2008/09 | GD Tourizense          | Portugalia                    | Segunda Divisão           | 6     | 0      |
| 2009/10 | Sertanense FC          | Portugalia                    | Segunda Divisão           | 28    | 2      |
| 2010/11 | CD Santa Clara         | Portugalia                    | Segunda Liga              | 19    | 2      |
| 2011/12 | CD Santa Clara         | Portugalia                    | Segunda Liga              | 25    | 2      |
| 2012/13 | CD Santa Clara         | Portugalia                    | Segunda Liga              | 36    | 6      |
| 2013/14 | Omonia Nikozja         | Cypr                          | Protathlima A’ Kategorias | 29    | 3      |
| 2014/15 | CSKA Sofia             | Bułgaria                      | A PFG                     | 24    | 1      |
| 2015/16 | Al-Ittihad Aleksandria | Egipt                         | I liga                    | 5     | 1      |
| 2016/17 | Dibba Al-Hisn SC       | Zjednoczone Emiraty Arabskie  | UAE First Division        | ?     | ?      |
| 2017/18 | CSMS Jassy             | Rumunia                       | Liga I                    |       |        |

## Kariera reprezentacyjna
W reprezentacji Republiki Zielonego Przylądka Platini zadebiutował 9 czerwca 2012 w przegranym 1:2 meczu eliminacji do MŚ 2012 z Tunezją.
W 2013 został powołany do kadry na Puchar Narodów Afryki 2013, zastępując przed turniejem kontuzjowanego Odaïra Fortesa. W drugim meczu fazy grupowej z Marokiem zdobył bramkę. Była to zarówno pierwsza bramka Platiniego w kadrze, jak i pierwsza w historii występów Tubarões Azuis w imprezie tej rangi.